# Warcraft: Повелитель кланів
«Warcraft: Володар кланів» (англ. Warcraft: Lord of the Clans) — американський фентезійний роман 2001 року письменниці Крісті Ґолден, відомої своїми новелізаціями т/с Зоряний шлях. Дія роману відбувається у створеному Blizzard Entertainment всесвіті Warcraft. Роман опублікований видавництвом Pocket Books, публікатором новелізації Зоряного шляху.
Спочатку основний сюжет роману повинен був стати основою пригодницької гри Warcraft Adventures: Lord of the Clans, однак її розробка зупинена в 1998 році. Це друга книга всесвіту Warcraft після Warcraft: Помста орків.
Існує аудіокнига Діка Гілла, що вийшла в лютому 2009 року.

## Сюжет
Сюжет книги розгортається навколо історії Тралла — від його народження через рабство гладіатора і до становлення як Вождя орків Орди. Головний лиходій — Еделас Блекмур, керує місцем, де ув'язнені орки, він також колишній власник Тралла. Плани Блекмора повинні були виховати Тралла для командування оркськими арміями, щоб завадити перевитратам Альянсу.
Тралл навчили обробляти свою зброю, він дізнався тактику бою, його вивчили писемності й історії. Крім того, щоб збагатити, Блекмур змушував Тралла брати участь у багатьох турнірах в ролі гладіатора. Розумний орк тікає від тиранії Блекмура за допомогою молодої дівчини Тарети, з якою під час полону встиг подружитися.
Отримавши свободу, Тралл знайшов групу орків, які ховалися від Блекмура, з клану Пісні Війни, на чолі з Громом Пекельний Крик. Побоюючись, що на орків через нього почнеться облава, Тралл вирушає в гори, щоб відшукати клан «Північного вовка» (англ. Frostwolf). В горах йому вдається знайти літнього шамана клану, Дрек'тара. Шаман навчає Тралла звичаям і навичкам племені. Молодий орк знайомиться з колишнім вождем Орди Оргрімом Молотом Рока. Траллу вдається зібрати армію, але в процесі звільнення орків він втрачає свого друга Оргріма, який передає Траллу Молот Рока (англ. Doomhammer) — свою легендарну зброю. Тралл вирушає на штурм фортеці Дарнхольд, в якій влаштувався Еделас Блекмур.
Йому вдається захопити фортецю, щоб звільнити всіх інших захоплених орки та паралельно убивши Блекмура за допомогою магії. Проте кінець трагічний: Тралл прийшов занадто пізно, щоб врятувати Тарету, яка допомогла йому під час його полону. В кінці книги Тралл звертається до Орди, взявши керівництво над нею.

## Цікаві факти
- Голден пізніше написала World of Warcraft: Rise of the Horde, приквел до книги «Володар кланів», сюжет якого частково розповідається Траллом. У ній він описує ранню історію Дренеїв й Орків, дружбу Дуротана і Думхаммера і демонів, що призвело до знищення Дренеїв.[2]